# Joseph Lubin
Joseph Lubin est un entrepreneur canadien. Il a fondé ou cofondé plusieurs sociétés, dont Ethereum, une plate-forme de chaînes de blocs, et ConsenSys, un studio de production de logiciel.

## Carrière
Au début de 2014, Lubin a été directeur d'Ethereum Suisse GmbH (EthSuisse), une société travaillant pour étendre les capacités des chaînes de blocs pour stocker des programmes en plus des données, ainsi que de faciliter, de vérifier, ou de faire respecter la négociation ou de l'exécution de contrats intelligents,,.
Lubin a également été impliqué dans la création de l'Ethereum Foundation, une organisation à but non lucratif.
Il a par la suite fondé ConsenSys en 2015.